# Daniel Snyder
Daniel Marc Snyder (Silver Spring, 23 novembre 1964) è un imprenditore e dirigente sportivo statunitense, noto per essere il proprietario dei Washington Commanders (conosciuti fino al 2020 come Washington Redskins) della National Football League (NFL).

## Biografia
Figlio di Gerald Snyder, uno scrittore freelance del National Geographic Magazine, a vent'anni ha abbandonato gli studi presso l'Università del Maryland per intraprendere una carriera da imprenditore. Nel 1989 fonda la Snyder Communications, che gli permetterà nel 1991 di diventare a 31 anni il più giovane amministratore delegato di una compagnia quotata presso la Borsa di New York. Nel marzo 1994 sposa Tanya Ivey, una modella di Atlanta. In seguito alla morte di Jack Kent Cooke nel 1997, decide di acquistare i Washington Redskins per 800 milioni di dollari. Nel maggio 1999 la lega vota all'unanimità il passaggio di proprietà.